# Chen Biao
En aquest nom xinès, el cognom és Chen.
Chen Biao (204 - 237), nom estilitzat Wen'ao (文奧), va ser un polític de Wu Oriental durant el període dels Tres Regnes de la història xinesa. Va ser el fill de Chen Wu. Chen Biao va ser un company de classe de Sun Deng, Zhuge Ke, Gu Tan i Zhang Xiu. Va acompanyar a Zhuge Ke en la campanya militar contra els Shanyue.

## Nomenament i títols mantinguts
- Membre del Seguici del Príncep Hereu (太子中庶子)
- Comandant del Flanc Central (翼正都尉)
- Comandant de la Secció de Dreta de Wunan (無難右部督)
- Marquès de Du (都亭侯)
- Comandant de Xin'an (新安都尉)
- Tinent General (偏將軍)
- Marquès de Du (都鄉侯)